# 德尔吉德尔
德尔吉德尔是保加利亚蒙塔纳州格奧爾基·達米揚諾夫市鎮的村庄。